# Diagoras Dryopideon Aigaleo B.C.
El Diagoras Dryopideon Aigaleo B.C. (en griego: Διαγόρας Δρυοπιδέων Αιγάλεω K.A.E.) es un equipo de baloncesto griego con sede en Egaleo, Atenas, que disputa la A1 Ethniki, la primera división del baloncesto heleno. Fue fundado en 1996. Disputa sus partidos en el pabellón Stavros Venetis, con capacidad para 1200 espectadores.

## Historia
El equipo forma parte del club polideportivo A.S. Diagoras Dryopideon Aigaleo, fundado en 1967, pero la sección de baloncesto masculino no se creó hasta 1996. Después de competir durante muchos años en ligas locales y regionales en Grecia, Diagoras Dryopideon jugó en una liga nacional griega por primera vez en la temporada 2014-15, cuando el club compitió en la C Ethniki, la cuarta division griega.
Durante la temporada 2016–17, el equipo ganó el segundo grupo de la 4ª División griega y, por lo tanto, logró ascenso a la B Ethniki. Diagoras finalizó segundo en el primer rupo de la 3.ª División griega en la temporada 2017-18, logrando así el ascenso a la A2 Ethniki, el segundo nivel del baloncesto heleno,para la temporada 2018-19. El equipo también llegó a dieciseisavos de final de la Copa de Grecia 2018-19, donde perdieron ante el AEK Atenas BC por 76-54. En la temporada 2019-20 lograron por fin el ascenso a la A1 Ethniki, tras acabar en segunda posición en la liga.

## Trayectoria
| Temporada | Nivel | División   | Pos.     | G/P   | Copa de Grecia   | Competiciones europeas |  |
| --------- | ----- | ---------- | -------- | ----- | ---------------- | ---------------------- |  |
| 2014–15   | 4     | C Ethniki  | 10º      | 11–15 |                  |                        |  |
| 2015–16   | 5     | ESKA1      |          |       |                  |                        |  |
| 2016–17   | 4     | C Ethniki  | 1º       | 16–1  |                  |                        |  |
| 2017–18   | 3     | B Ethniki  | 2º       | 22–8  | 1ª ronda         |                        |  |
| 2018–19   | 2     | A2 Ethniki | 6º       | 17–13 | Octavos de final |                        |  |
| 2019–20*  | 2     | A2 Ethniki | 3º (2º)* | 16-5  | Semifinales      |                        |  |

* En la temporada 2019–20, el segundo equipo de Olympiacos tuvo el segundo mejor récord en la temporada regular , con 17–4, pero la Federación Griega de Baloncesto les descontó un total de tres victorias. Eso se debió a un castigo del club senior de Olympiacos, por no presentarse a varios partidos de liga y copa durante la temporada anterior. Como resultado, el equipo de desarrollo de Olympiacos B se colocó debajo de Diagoras Dryopideon (récord de 16–5), en el tercer lugar en la clasificación de la A2 Ethniki.